# Гюр, Олджай
Олджай Гюр (тур. Olcay Gür, нем. Olcay Gur; 27 марта 1991, Трабзон, Турция) — лихтенштейнский футболист турецкого происхождения, защитник.

## Карьера

### Клубная
Гюр родился в 1991 году в Трабзоне (Турция). В детстве семья Гюра переезжает в Швейцарию. Гюр — воспитанник футбольного клуба «Эшен-Маурен». После одного сезона в «Эшен-Маурен» переходить в «Шан». Не закрепившись в «Шане», переходит в клуб второй лиги Швейцарии «Кур 97». В 2014 году Гюр подписывает контракт с «Газиантеп ББ».

### В сборной
На счету у Гюра 6 матчей за молодёжную и 7 матчей за старшую команду. Гюр дебютировал в сборной в матче против Латвии 22 марта 2013 года, в котором лихтенштейнцы сенсационно сыграли вничью (1:1).